# Parque Natural Xalapa
El Parque Natura Xalapa se encuentra ubicado al oriente de la ciudad de Xalapa en el estado de Veracruz (México). Es el parque más reciente y extenso de la ciudad. Cuenta con diversos senderos, arboladas, torre-mirador, juegos infantiles y zonas de alimentación. Incluye espacios de recreación, observación de aves y plantas y zonas de alimentación.

## Historia
El parque se encuentra ubicado al interior de la zona protegida denominada “El Tejar-Garnica” la cual fue declarada como área natural protegida el 23 de septiembre de 1986 por el entonces gobernador del estado de Veracruz, el Lic. Agustín Acosta Lagune. El nombre de la zona proviene de los nombres de los ranchos que antiguamente se ubicaban allí y donde se cultivaba café que luego se procesaba en el beneficio de Las Ánimas. Las plantaciones exigían árboles muy grandes que dieran sombra, lo cual ha contribuido a la extensa vegetación actual. Esta zona ha permitido la protección del suelo y el agua, favoreciendo la preservación y conservación de diversas especies de aves. es considerado por muchas personas como el pulmón de la capital veracruzana. 

## Acceso
El parque cuenta con dos entradas. La primera es sobre la Avenida Arco Sur (se puede acceder por auto) y la otra es por la carretera Xalapa – Veracruz a un lado del puente peatonal frente a la plaza de las ánimas. Este lugar no admite el ingreso de mascotas. En la caseta que se ubica en la entrada del parque se puede requerir información a los biólogos a cargo. El día 27 de noviembre de 2021 abrió sus puertas de nuevo al público después de un cierre temporal por causa de la pandemia del Covid 19.

## Actividades
Este parque cuenta con una extensión aproximada de 80 hectáreas. Está provisto de camino para ciclistas, un lago natural y espacios idóneos para la realización de actividades sociales, canchas de futbol y baloncesto, y un mariposario. Algunas de las actividades que se pueden realizar allí son el senderismo ecológico, ciclismo, observación de aves, juegos infantiles y pícnic.  El parque ha sido objeto de estudio en investigaciones científicas y proyectos académicos por parte de estudiantes e investigadores.

## Flora y Fauna
En esta área natural protegida se encuentran muchas especies de animales, como anfibios y reptiles. Algunos de estos son: tlaconete (Bolitoglossa platydactyla), sapo marino (Bufo marinus), rana arborícola (Hyla picta), escorpión (Barisia imbricata), escamoso variable (Sceloporus variabilis), chipojo (Anolis sericeus), falso coralillo (Lampropeltis triangulum) y culebrilla del bosque (Rhadinaea forbesi). También se pueden observar las siguientes aves: colibríes (Amazilia serrana y A. cyanocephala), garza ganadera (Bubulcus ibis), momoto mayor (Momotus momota), aguililla caminera (Buteo magnirostris), halcón cernícalo (Falco sparverius), chipe amarillo (Dendroica petechia), chipe coroninegro (Wilsonia pusilla), luis bienteveo (Pitangus sulphuratus), luis gregario (Myiozetetes similis), tecolotito bajeño (Glaucidium brasilianum) y perico pechisucio (Aratinga nana). Algunos de los mamíferos presentes en la zona son: zorra gris (Urocyon cinereoargenteus), comadreja (Mustela frenata), cacomixtle (Bassariscus astutus), murciélago (Glossophaga soricina), armadillo (Dasypus novemcintus), tlacuache (Didelphis marsupialis), conejo castellano (Sylvilagus floridanus) y ardilla gris (Sciurus aureogaster).